# Henry Bradshaw Society
Henry Bradshaw Society är ett sällskap grundat i London 1890 för utgivande av "sällsynta liturgiska texter och dokument". 
Sällskapet är grundat till minne av Henry Bradshaw, universitetsbibliotekarie vid Cambridge University.